# おかしなおかしなおかしな世界
『おかしなおかしなおかしな世界』（おかしなおかしなおかしなせかい、原題: It's a Mad, Mad, Mad, Mad World）は、1963年のアメリカのコメディ映画。
当時の大物俳優やコメディアンなどが多く出演した豪華ドタバタ喜劇、主題歌はシュレルズ。公開当時は初のスーパーシネラマ方式で上映された。
当初は210分だったが、プレミアの時点で192分に短縮された。しかし、ユナイテッド・アーティスツはクレイマーの意向に反してさらに161分にまでカットして劇場公開した。この他、154分、182分など、編集の異なるいくつかのバージョンが存在し、日本で広く入手できるのは161分版。2014年、クライテリオン・コレクションにより、カット部分を可能な限り復元した197分バージョンが、ブルーレイ/DVDの5枚組のセットで発売された。

## ストーリー
35万ドルを盗んだ強盗犯スマイラーが警察から逃げる途中で交通事故を起こし、車は谷に落下した。偶然通りかかった車の運転手らが下に降りるとまだ生きていて、彼らに「35万ドルは大きなWの字の下に隠した」と告白してスマイラーは死ぬ。それを聞いた5人の男らが、警察に通報せずに欲にかられて、我先にとその大金を手に入れようと女性も混じって珍道中をする。しかしやっとのことで隠し場所を見つけ出し、大金を目にしたが全く意外な人物に横取りされて、今度は取り返そうと追っかけが始まる。

## キャスト
| 役名                           | 俳優                     | 日本語吹替                                                                                |
| 役名                           | 俳優                     | NETテレビ版                                                                               |
| ------------------------------ | ------------------------ | ----------------------------------------------------------------------------------------- |
| カルペッパー警部               | スペンサー・トレイシー   | 森山周一郎                                                                                |
| ラッセル・フィンチ             | ミルトン・バール         | 羽佐間道夫                                                                                |
| クランプ                       | シド・シーザー           | 穂積隆信                                                                                  |
| ベンジー・ベンジャミン         | バディ・ハケット         | 和久井節緒                                                                                |
| マーカス夫人                   | エセル・マーマン         | 寺島信子                                                                                  |
| デン・ベル                     | ミッキー・ルーニー       | 近石真介                                                                                  |
| シルヴェスター・マーカス       | ディック・ショーン       | 青野武                                                                                    |
| マイヤー                       | フィル・シルヴァース     | 勝田久                                                                                    |
| ホーソン                       | テリー・トマース         | 川久保潔                                                                                  |
| パイク                         | ジョナサン・ウィンタース | 神山卓三                                                                                  |
| モニカ                         | エディ・アダムス         | 鈴木弘子                                                                                  |
| フィンチ                       | ドロシー・プロヴァイン   | 平井道子                                                                                  |
| タイラー・フィッツジェラルド   | ジム・バッカス           | 今西正男                                                                                  |
| 警察署長                       | ウィリアム・デマレスト   | 緑川稔                                                                                    |
| スマイーラ・グローガン         | ジミー・デュランテ       | 槐柳二                                                                                    |
| タクシー運転手                 | ピーター・フォーク       | たてかべ和也                                                                              |
| 車でカルペッパーの帽子を轢く男 | ジェリー・ルイス         |                                                                                           |
| マーカス夫人に声を掛ける老婦人 | ジャック・ベニー         |                                                                                           |
| 消防士                         | 三ばか大将               |                                                                                           |
| 波止場の男                     | バスター・キートン       |                                                                                           |
| 不明 その他                    |                          | 上田敏也 仲木隆司 島木綿子 伊武雅刀 加藤正之 石森達幸 徳丸完 田中康郎 清川元夢 市川千恵子 |
|                                |                          |                                                                                           |
| 演出                           | 演出                     | 春日正伸                                                                                  |
| 翻訳                           | 翻訳                     | 宇津木道子                                                                                |
| 効果                           |                          |                                                                                           |
| 調整                           | 調整                     | 山田太平                                                                                  |
| 制作                           | 制作                     | 東北新社                                                                                  |
| 解説                           |                          |                                                                                           |
| 初回放送                       | 初回放送                 | 1975年2月2日 『日曜洋画劇場』                                                             |

※日本語吹替はDVD収録。(約129分)

## スタッフ
- 監督・製作: スタンリー・クレイマー
- 脚本：ウィリアム・ローズ、タニア・ローズ
- 撮影：アーネスト・ラズロ
- 作詞：マック・デヴィッド
- 音楽：アーネスト・ゴールド
- 主題歌：シュレルズ
- タイトルデザイン：ソール・バス

## その他
この作品には往年の喜劇俳優バスター・キートン 、三ばか大将 、ジェリー・ルイスなどが顔を出している。
- サイレント時代から活躍していたバスター・キートン はこの3年後に亡くなるまで顔を見せるだけの出演を含めて12本の映画に出演し続けていた。
- 三ばか大将 は1930年代から活躍していたが、メンバーの変更もあり、最も知られたモー、ラリー、カーリーの3人の時代は1946年に終わり、この映画ではモー、ラリー、カーリージョーの3人のトリオで「新三ばか大将」のメンバーであった。映画の中では、消防車が出動する場面で端に三人が消防士の服装で立っていた。
- ジェリー・ルイスは、1946年にディーン・マーティンと一緒に組んで映画界に1949年進出、パラマウントのドル箱【マーティン＆ルイス】＝日本名「底抜けコンビ」として1956年まで活躍したが、その後コンビを解消して以降も単独で製作・脚本・監督にまで進出、「底抜け○○○」シリーズを続けて、1966年まで製作された。

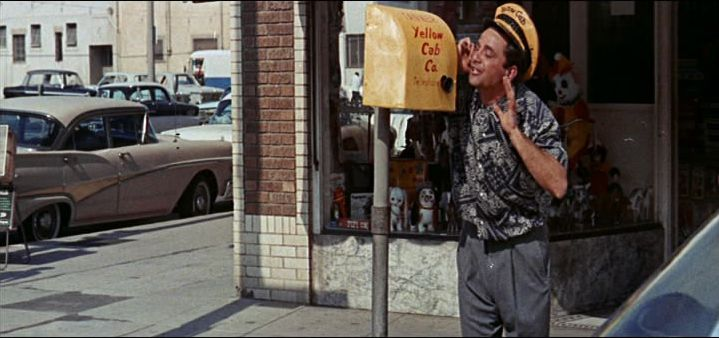
ピーター・フォーク（予告篇より）

- 端役でタクシー運転手で出演していたのがピーター・フォーク 。この頃はテレビ映画で悪役やシリアスな役どころが多く、「ベンケーシー」や「トワイライトゾーン」では独裁者も演じていたが、この映画の2年後の「グレートレース」でトニー・カーティスやナタリー・ウッドを相手に、ジャック・レモンと組んで悪玉コンビながら軽妙なコメディアンの片鱗を見せていた。その後1968年に「刑事コロンボ」で一躍スターの座を確保した。

## シネラマ方式の映画
この映画は、シネラマ方式で撮影されて、映画公開時は初めてのスーパーシネラマとして上映された。この当時までシネラマは3台のカメラを使って撮影されて、上映は3本のフィルムを同時に回すため3台の映写機が必要であった。初期は「これがシネラマだ」など自然を映した記録映画が主で、物珍しさだけが売り物であったが、初めて劇映画に使われたのが1962年の「西部開拓史」であった。迫力はあるが、3本のフィルムを回すため、横のつなぎ目のところがどうしても線が入ったように見にくく、そこでそれまで使っていた35mmフィルムでなく、70mmフィルムにして、そこへシネマスコープのようにアナモルフィックレンズを付けて撮影し、上映時は横に広げられるようにして1台のカメラで1台の映写機でいけるシネラマとして当時「スーパーシネラマ」と名付けられた大型スクリーンの最初の劇映画であった。
しかし、この映画が上映される頃には、すでに70mmフィルムは映写機を新たに設置しなければならず下火となり、シネラマもそれに見合う内容のある超大作を製作できる時代ではなくなり、大型スクリーンはシネマスコープやパナビジョンのように従前の35mmフィルムが使えるものが多数となり、やがて劇映画でシネラマは使われなくなった。
この映画も最初のロードショーではシネラマ専門の映画館でしか上映できず、その後の二番館で上映する際は35mmのシネマスコープサイズに変更して上映されていった。これは米国でも同じ状況であった。